# Spinet

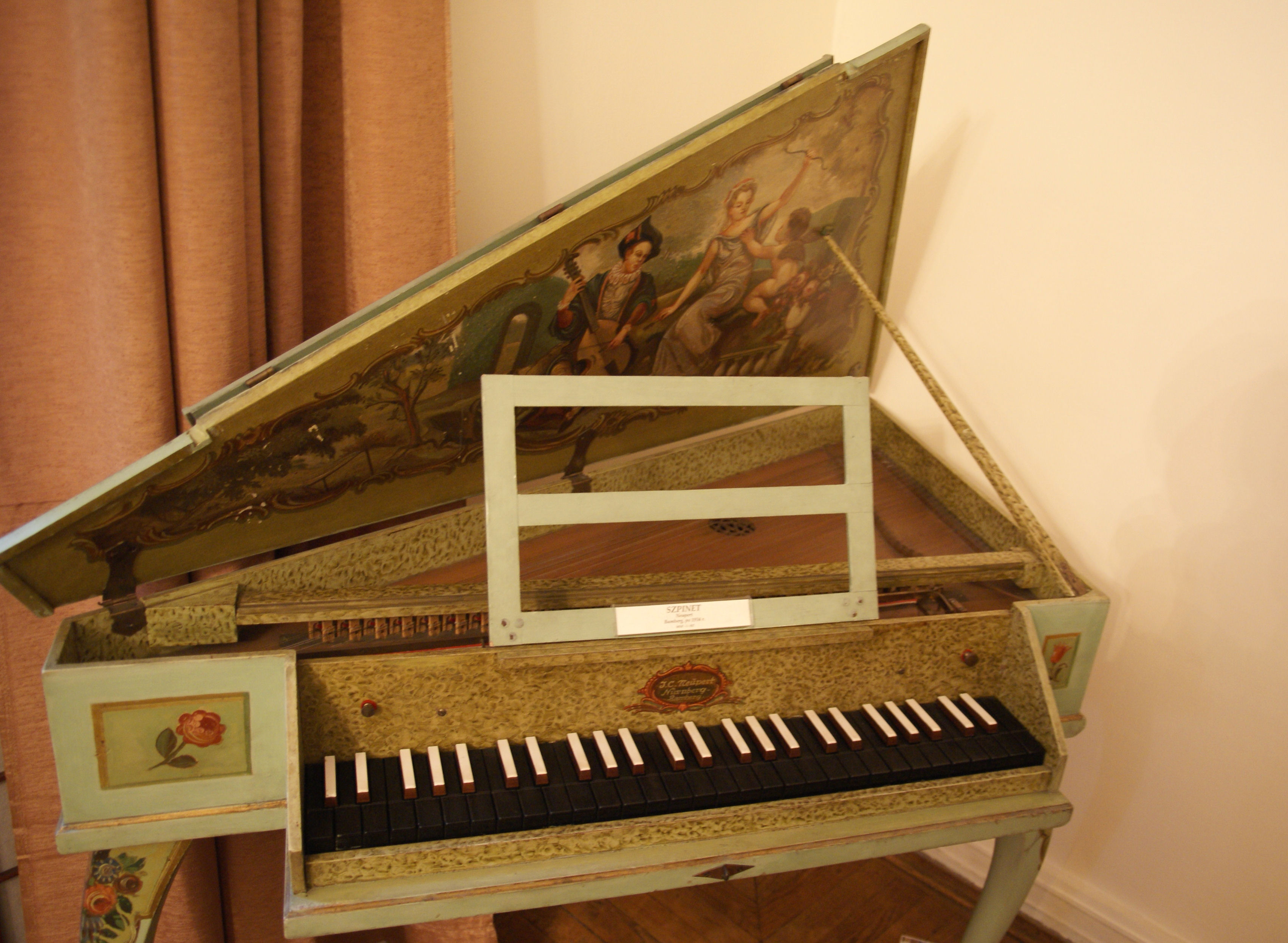
Spinet v Muzeu hudebních nástrojů v Poznani.

Spinet (buď z italského spina, „trn“ nebo po benátském nástrojaři Giovanni Spinetti (kolem 1500)) je malý strunový klávesový hudební nástroj, populární v 17. století, odrůda cembala.

## Historie

Arcivévodkyně Marie Antoinetta u spinetu. Obraz Franze Xavera Wagenschöna, 1769.

První známý příklad drnkacího hudebního nástroje s klaviaturou sestrojil Francouz Jehan Perrot a v roce 1360 jej anglický král Edward III. daroval svému zajatci, francouzskému králi Janovi. Francouzské, anglické a španělské zdroje jej nazývají různými slovy, eshequier, chekker nebo exaquier. důvod je neznámý. První nástroje tohoto typu měly pravděpodobně struny uspořádané svisle a až později se toto uspořádání změnilo na vodorovné, aby bylo možné použití nástroje na nohách, na stole nebo na podpěře (nohy byly k nástroji přidány až po roce 1750).

## Popis a funkce
Stojí na 3 nohách, má trojúhelníkovou nebo čtyřhrannou, někdy pětiúhelníkovou ozvučnici a stupnici do 5 oktáv (obvykle 3-4). Struny jsou mnohem tenčí než u moderního klavíru a jsou uspořádány podél délky nástroje, v úhlu ke klávesám, s nejnižší strunou vpředu. Klaviaturou se rozpohybují tyče, na které jsou napojena trsátka, která drnkají na struny. Na rozdíl od cembala má pouze jedno napínání strun (8' - osmistopý rejstřík, netransponující - jako cembalo).
Klaviatura je umístěna na jednom konci strun, jako u cembala, ale ty běží pod úhlem ke směru kláves a jsou obvykle kratší než u cembala. Výsledkem je prostorově úsporný, obvykle více či méně trojúhelníkový, zkosený tvar nástroje. Spinet je domácí nástroj, zvukem podobný cembalu, ale téměř vždy jen s jedním manuálem a jedním rejstříkem.

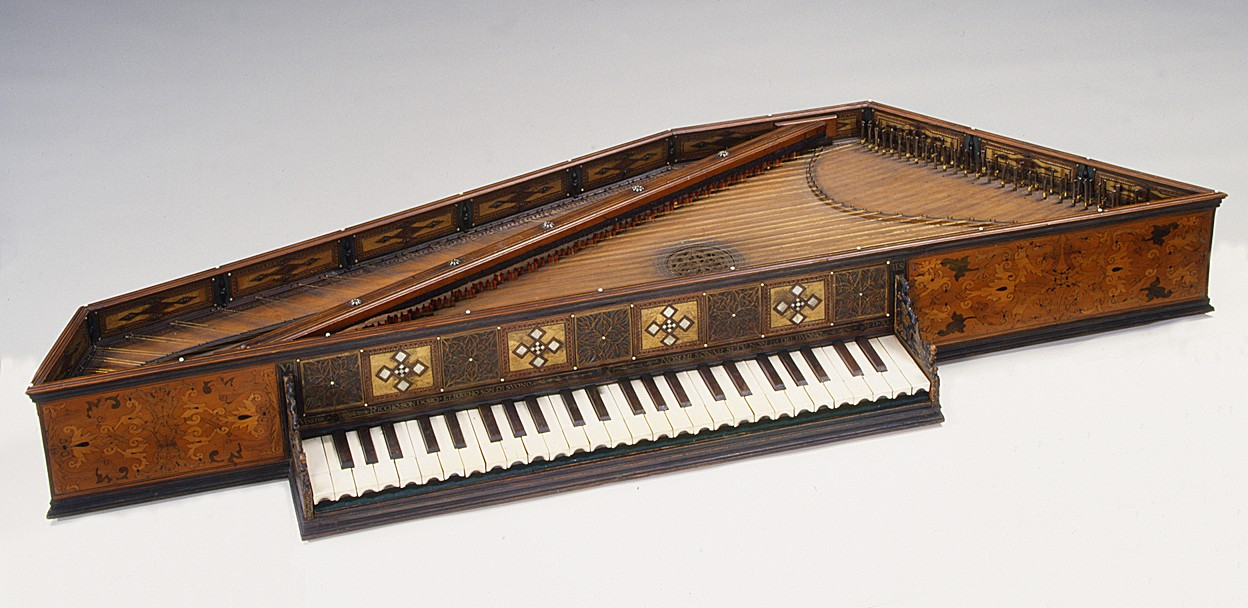
Spinet vyrobený v Itálii, 1540, The Metropolitan Museum of Art

Spinety byly ve dvou velikostech, standardní 8' a zmenšené 4' (spinettino).
Zvuk je vytvářen trsátkem z ptačího peří, které je připevněno k podstavci, což je malá dřevěná tyčka umístěná za každou klávesou. Spuštěním klávesy se tyčka posouvá a integrálním pohybem trsátka se struna rozdrnčí. Uvolněním klávesy se tyčka vrátí do původní polohy, trsátko při návratu na strunu nebrnkne, ale utlumí zvuk díky vloženému malému kousku plsti.